# Fórmula de Clausen
En matemàtiques, la funció de Clausen, trobada per Thomas Clausen (1828), expressa el quadrat d'una sèrie hipergeomètrica gaussiana com una sèrie hipergeomètrica generalitzada. Afirma que:
{\displaystyle \;_{2}F_{1}\left[{\begin{matrix}a&b\\a+b+1/2\end{matrix}};x\right]^{2}=\;_{3}F_{2}\left[{\begin{matrix}2a&2b&a+b\\a+b+1/2&2a+2b\end{matrix}};x\right]}
En particular, dona condicions a una sèrie hipergeomètrica perquè sigui positiva. Es pot utilitzar per demostrar diverses inequacions com la inequació d'Askey-Gasper, usada en la demostració del teorema de Branges.